# وحدة إزالة
وحدة الإزالة (RMU) هي ائتمان الكربون في إطار بروتوكول كيوتو تساوي 1 طن متري من مكافئ ثاني أكسيد الكربون. يتم إنشاء وحدات الإزالة في الأطراف المدرجة في المرفق الاول من خلال أنشطة استخدام الأراضي وتغيير استخدام الأراضي والحراجة التي تمتص ثاني أكسيد الكربون.
يتم إنشاء وحدات الإزالة وإصدارها من قبل الأطراف المدرجة في بروتوكول كيوتو لامتصاص الكربون عن طريق استخدام الأراضي وتغيير استخدام الأراضي والحراجة (LULUCF) مثل إعادة التحريج.

## تطبيق
بموجب المادة 3-3 من بروتوكول كيوتو، يمكن للأطراف المدرجة في المرفق الأول أن تعترف بالتدمير البيولوجي، وإزالة ثاني أكسيد الكربون من الغلاف الجوي من خلال المصارف الكربونية، التي أنشأتها عمليات التحريج وإعادة التحريج وإزالة الغابات التي يتسبب فيها الإنسان مباشرة منذ عام 1990 ، في تحديد ما إذا كانت قد استوفت انبعاثاتها التزامات الخفض بموجب البروتوكول. عندما تؤدي المصارف إلى إزالة صافية لغازات الدفيئة من الغلاف الجوي ، يمكن للأطراف المدرجة في المرفق الأول إصدار وحدات إزالة (RMUs).